# Gölle
Gölle est un village et une commune du comitat de Somogy en Hongrie.